# تلات نيعقوب (تماست)
تلات نيعقوب هو دُوَّار يقع بجماعة تلات نيعقوب، إقليم الحوز، جهة مراكش آسفي في المملكة المغربية. ينتمي الدوّار لمشيخة تماست التي تضم 34 دوار. يقدر عدد سكانه بـ 300 نسمة حسب الإحصاء الرسمي للسكان والسكنى لسنة 2004.

## روابط خارجية
- البوابة الوطنية للجماعات الترابية نسخة محفوظة 12 مارس 2018 على موقع واي باك مشين.
- المندوبية السامية للتخطيط